# Isócrates
Isócrates (em grego:  Ἰσοκράτης; 436 a.C. – 338 a.C. ou 336 a.C.) foi um orador e retórico ateniense. Isócrates, chamado de o Pai da Oratória, porque foi o primeiro a escrever discursos, que serviam de modelo a seus discípulos. Foi ele quem implantou a Retórica no currículo escolar de Atenas.

## Escola
Em 393 a.C, Isócrates funda sua escola em Atenas. Notabilizando-se como rival da Academia de Platão, valorizava conhecimentos predominantemente literários em contraposição à valorização da matemática dos platônicos (é necessário, contudo, compreender que essa divisão é de certa forma anacrônica, pois a concepção de discurso em Platão é, em si, matemática). Entre seus discípulos estão Licurgo, Hipérides, Teopompo, Teodectes, Timóteo e Nícocles.

## Platônicos e sofistas
Isócrates se contrapunha tanto aos sofistas quanto aos platônicos, alegando que a semelhança formal entre o discurso refutador socrático e o discurso anti lógico sofista os aproximava demasiado . Acusação respondida por Platão no discurso Sofista.